# Lukáš Watzenrode
Lukáš Watzerode (německy Lucas Watzenrode nebo Lukas Watzenrode, polsky Łukasz Watzenrode, 30. října 1447 – 29. května 1512) byl biskupem Varmijské diecéze (latinsky Dioecesis Warmiensis, německy Ermland). Jeho otcem byl měšťan Lukáš Watzerode starší.
Watzerode studoval na Jagellonské univerzitě v Krakově, Univerzitě v Kolíně nad Rýnem a Univerzitě v Boloni, kde roku 1473 získal titul doktora kanonického práva. Od roku 1475 působil jako kanovník v Chlumži a Włocławku.
V roce 1489 se stal knížetem-biskupem Varmijské diecéze. Jako varmijský biskup musel čelit snahám Kazimíra IV. a jeho manželky Alžběty Habsburské dosadit na biskupský stolec svého syna Fridricha a připojit území diecéze k Polskému království. Watzerode si ale udržel podporu papeže a Kazimír zanedlouho zemřel, takže nezávislý status Varmijské diecéze se podařilo udržet.
Během svého episkopátu se Watzerode věnoval podpoře vzdělanosti a kultury ve svém biskupství. Založil školu ve Fromborku, plánoval zřídit univerzitu v Elblngu a shromažďoval rozsáhlou knihovnu. Rovněž pro svou diecézi nechal tisknout první literární díla. Jako milovník umění podporoval malířství a sochařství. Jeho synovcem a adoptivním synem byl slavný astronom Mikuláš Koperník, kteromě toho měl Watzerode vlastního syna jménem Philipp Teschner, pozdějšího podporovatele reformace.